# Władysław Plewik
Władysław Plewik (ur. 7 kwietnia 1905 w Bełżycach, zm. w kwietniu 1940 w Charkowie) – polski duchowny rzymskokatolicki, kapłan diecezji łódzkiej, kapelan rezerwy Wojska Polskiego. Więzień oficerskiego obozu jenieckiego w Starobielsku. Zamordowany w kwietniu 1940 roku w siedzibie NKWD w Charkowie, ofiara zbrodni katyńskiej. 

## Życiorys
Urodził się 7 kwietnia 1905 roku w Bełżycach. Syn Pawła i Franciszki z domu Wójtowicz. Miał trzech braci: Stanisława, Aleksandra i Józefa. Ukończył szkołę powszechną w Bełżycach. Był bardzo zdolnym młodzieńcem, wychowanym w duchu patriotycznym wśród religijnej rodziny. W 1922 roku został przyjęty do III klasy Gimnazjum Księży Salezjanów w Lądzie. W 1925 r. (po ukończeniu 5 klasy) jako absolwent Małego Seminarium w Lądzie wstąpił do Gimnazjum Archidiecezjalnego w Wilnie, gdzie w maju 1929 r. zdał egzamin maturalny i uzyskał świadectwo dojrzałości. Następnie wstąpił do Seminarium Duchownego w Łodzi. Uroczystość obłóczyn odbyła się 12 listopada 1929 roku. Na pamiątkowym obrazku znalazła się Modlitwa o dobrą śmierć:
O najlitościwszy i najmożniejszy Opiekunie mój, św. Stanisławie, Aniele czystości i Serafinie miłości! Weselę się z Tobą twoją najszczęśliwszą śmiercią spowodowaną gorącem pragnieniem oglądania w niebie Marii Wniebowziętej, a sprawioną najwyższym aktem miłości Twej ku Niej. Składam dzięki Marii, że raczyła spełnić w ten sposób pożądanie Twoje; a Ciebie błagam przez zasługi onej błogosławionej śmierci Twojej, byś w śmierci mojej był rzecznikiem i obrońcą moim. Ach, wstawże się za mną do Marii, dla wyjednania mi śmierci, jeżeli nie tak szczęśliwej, jak Twoja, tedy przynajmniej dobrej i spokojnej, pod opieką Marii, najmilszej Orędowniczki mojej. Amen. 

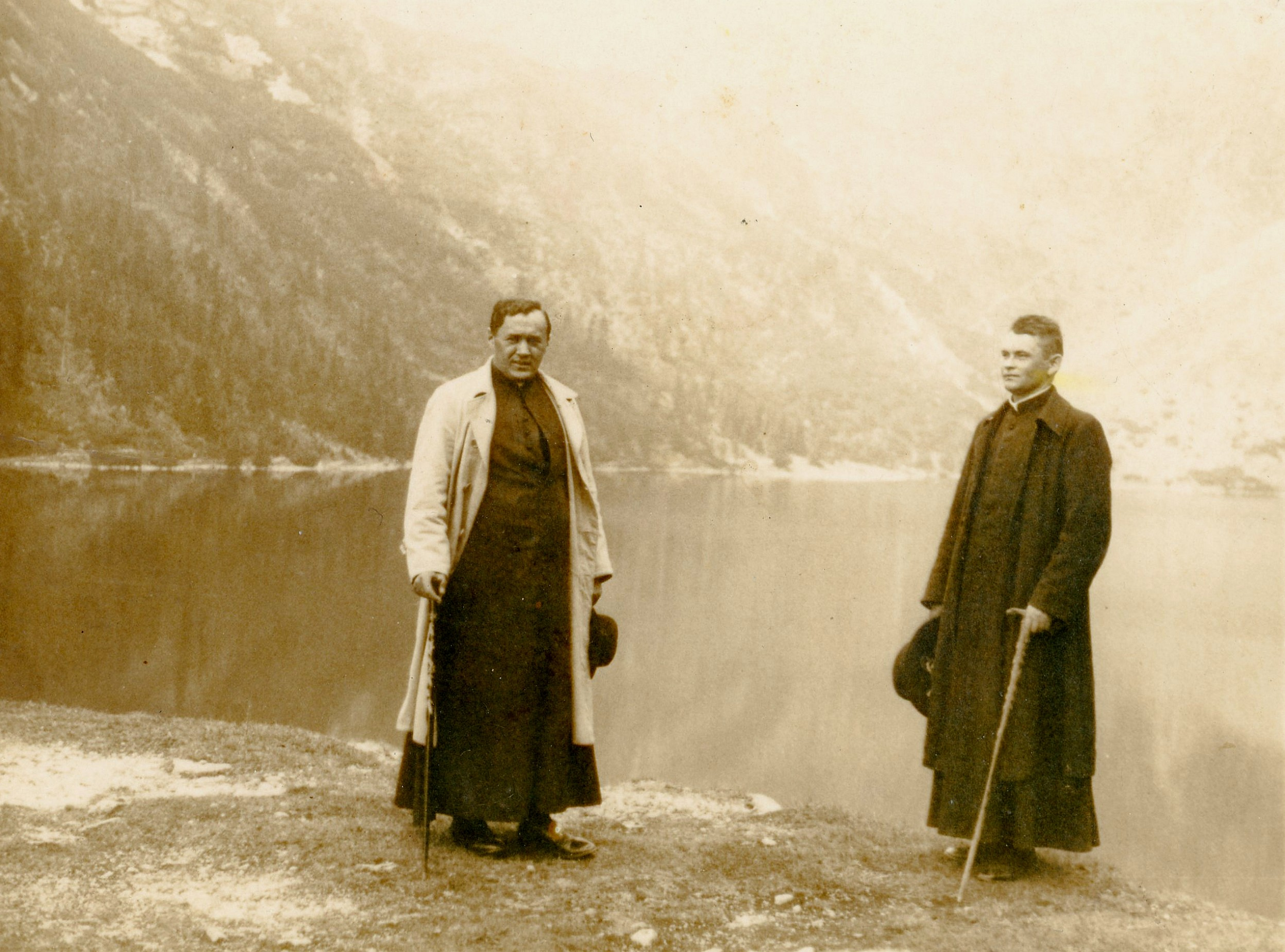
Ksiądz Władysław Plewik nad Morskim Okiem, 1938 rok

Święcenia kapłańskie otrzymał 2 września 1934 r. z rąk ordynariusza diecezji łódzkiej biskupa Włodzimierza Jasińskiego. Mimo iż na pamiątkowych obrazkach mszy św. prymicyjnej widnieje data 15 sierpnia 1934 roku, to śmierć biskupa Wincentego Tymienieckiego, pierwszego ordynariusza diecezji łódzkiej spowodowała przesunięcie terminu święceń kapłańskich, a co za tym idzie mszy świętej prymicyjnej odprawionej w kościele parafialnym w Bełżycach. Odbyła się ona w listopadzie 1934 roku.
We wrześniu 1934 roku został wikariuszem parafii pod wezwaniem św. Wojciecha w Krzepczowie, powiat Piotrków Trybunalski w diecezji łódzkiej. W 1936 roku 1 września został przeniesiony do parafii pw. św. Antoniego w Tomaszowie Mazowieckim; gdzie oprócz posługi kapłańskiej był prefektem szkół powszechnych. Głównie katechizował w 7-klasowej Szkole Publicznej w Tomaszowie Mazowieckim przy ul. Prezydenta Mościckiego 42/44. Był również opiekunem harcerzy.

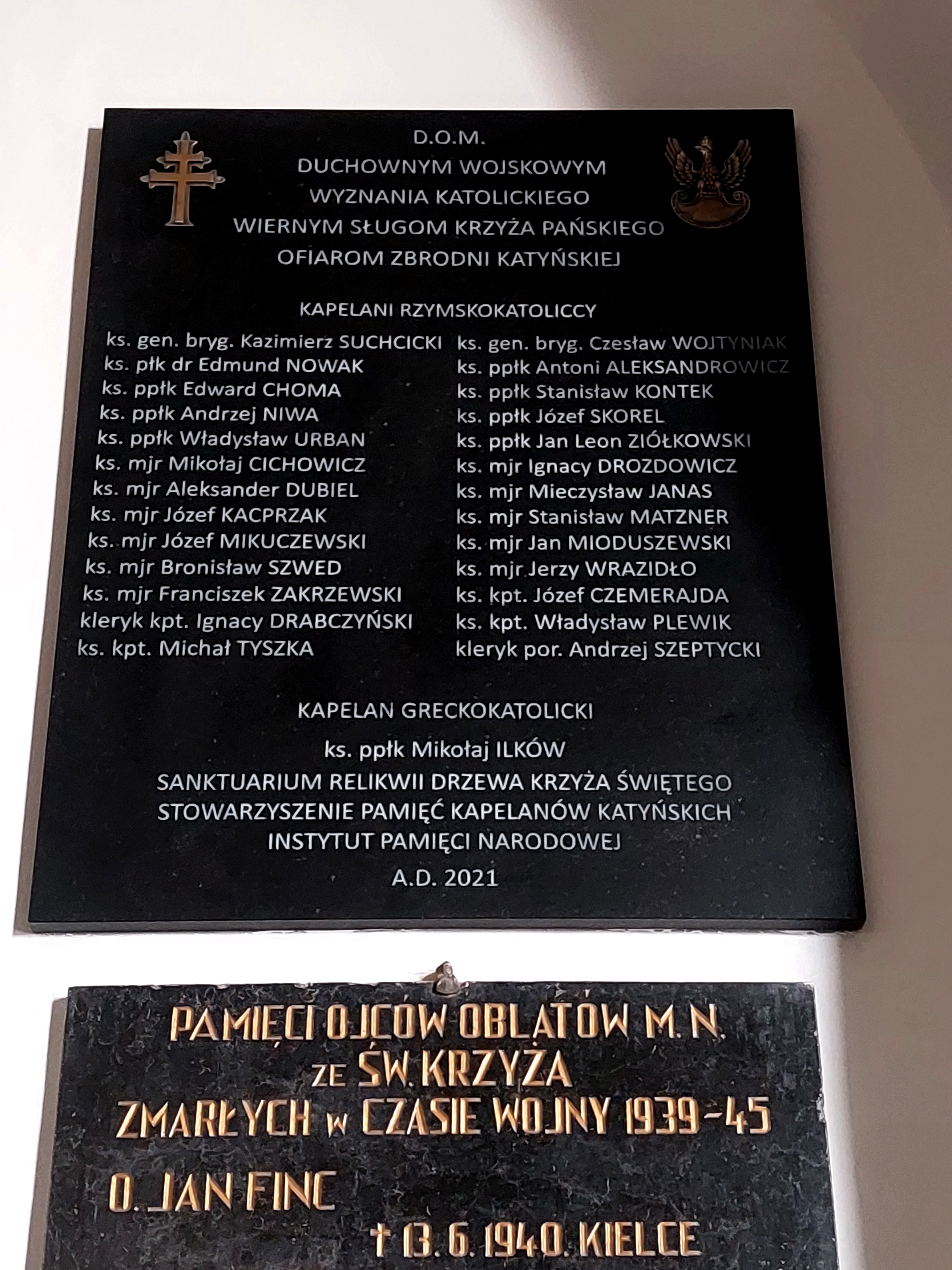
Tablica upamiętniająca duchownych zamordowanych w ramach zbrodni katyńskiej odsłonięta w 2021 roku w krużganku bazyliki mniejszej pw. Trójcy Świętej i sanktuarium Relikwii Drzewa Krzyża Świętego na Świętym Krzyżu

Zarządzeniem Prezydenta RP Ignacego Mościckiego z dnia 28 kwietnia 1939 roku został mianowany kapelanem rezerwy, ze starszeństwem z dniem 1 stycznia 1939 roku. W sierpniu 1939 roku zmobilizowany do Wojska Polskiego. Po wybuchu II wojny światowej i agresji ZSRR na Polskę z 17 września 1939 roku dostał się do niewoli sowieckiej i osadzono go w punkcie zdawczo - odbiorczym NKWD w Szepietówce, a następnie uwięziono w oficerskim obozie jenieckim w Starobielsku. Wiosną 1940 został zamordowany przez funkcjonariuszy NKWD w Charkowie i pogrzebany w bezimiennej, zbiorowej mogile w Piatichatkach, gdzie od 17 czerwca 2000 mieści się oficjalnie Cmentarz Ofiar Totalitaryzmu w Charkowie. Figuruje na Liście Starobielskiej NKWD, pod poz. 2578.

## Upamiętnienie
5 października 2007 roku minister obrony narodowej Aleksander Szczygło – decyzją nr 439/MON – mianował go pośmiertnie na stopień kapitana. Awans został ogłoszony 9 listopada 2007 roku w Warszawie, w trakcie uroczystości „Katyń Pamiętamy – Uczcijmy Pamięć Bohaterów”. Jednak awans ten nastąpił w wyniku pomyłki, ponieważ ksiądz Władysław Plewik posiadał stopień kapitana od 28 kwietnia 1939 roku i powinien uzyskać stopień majora. 
W dniu 17 grudnia 2009 roku ksiądz Władysław Plewik został zgłoszony przez Stowarzyszenie Rodzina Katyńska w Warszawie razem z 23 kapelanami Wojska Polskiego, jako kandydat do procesu beatyfikacyjnego Męczenników Wschodu (1917–1989). Jest zapisany w Księdze Cmentarnej Charków. 
12 maja 2019 w Kalwarii Pacławskiej, odbyła się uroczystość związana z odsłonięciem oraz poświęceniem tablicy pamiątkowej i Alei Dębów Pamięci Kapelanów Katyńskich przy kaplicy „Ukrzyżowanie”. Wśród 32 kapelanów wojskowych różnych wyznań, zamordowanych w Katyniu i innych miejscach kaźni w 1940, jest wymieniony kpt. Władysław Plewik.
Ponadto dąb jego pamięci znajduje się w Bełżycach, Ostródzie oraz w Alei Dębów Pamięci Kapelanów Katyńskich w Kalwarii Pacławskiej.